# Скугрево (Руднянский район)
Скугрево — деревня в Руднянском районе Смоленской области России. Входит в состав Понизовского сельского поселения. Население — 0 жителей (2018 год). 
Расположена в западной части области в 48 км к северу от Рудни, в 11 км западнее автодороги Р133 Смоленск — Невель. В 49 км южнее деревни расположена железнодорожная станция Рудня на линии Смоленск — Витебск.

## История
В годы Великой Отечественной войны деревня была оккупирована гитлеровскими войсками в июле 1941 года, освобождена в октябре 1943 года. 